# Charles Delambre
Pour les articles homonymes, voir Delambre.
Charles Delambre né le 13 juin 1858 à Metz et mort le 10 août 1908 à Montreuil-sur-Mer, est un imprimeur, éditeur et propriétaire de journal, français de Montreuil-sur-Mer dans le département du Pas-de-Calais.

## Biographie

### Enfance et famille
Charles Auguste Delambre, né Lefèvre, est né le 13 juin 1858 à Metz dans le département de la Moselle,. Il est le fils de Louis Joseph Benonny Delambre, tonnelier et musicien au premier régiment du génie, domicilié quartier de la Citadelle à Metz, mort à Metz le 10 août 1870 et de Marie Armance Lefèvre, infirmière, morte dans la même ville, le 1er février 1863,,. Charles Delambre a 3 ans à la mort de sa mère et 12 ans à la mort de son père.
- Charles Delambre épouse, à Arras, le 25 avril 1881 Clarisse Albertine Joseph Pranger. Il divorce le 21 mars 1900 par jugement au tribunal civil de première instance de Montreuil-sur-Mer (département du Pas-de-Calais)[6]. On trouve, dans les registres de l'état civil d'Arras, six enfants issus de ce mariage :
  - Eugénie Philomène, née le 3 février 1882[7], le père a pour profession débitant de tabac ;
  - Eugène Octave né le 8 février 1883[8] ;
  - Léopold né le 1er mai 1884[9], marié à Montreuil-sur-Mer le 17 août 1910 à Magdeleine Louise Eugénie Deroussent ;
  - Georges Charles né le 23 avril 1885[10], le père a pour nouvelle profession typographe, marié à Boulogne-sur-Mer le 17 juillet 1911 à Albertine Joséphine Louise Hénaux ;
  - Eugènie née le 4 avril 1888[11], morte à Bruay-en-Artois le 9 juin 1953 ;
  - Charles Louis né le 20 février 1890[12].

- Clarisse Albertine Joseph Pranger a trois autres enfants dont Charles Delambre a désavoué la paternité « à la suite de l'inconduite de sa femme » par jugement du tribunal civil de première instance de l'arrondissement de Montreuil-sur-Mer[13],[14] :
  - Berthe Eugénie Josèphe née le 19 novembre 1898[15], par jugement du tribunal civil de Montreuil-sur-Mer du 11 août 1899, cet enfant ne peut porter le nom Delambre ;
  - Eugène Jean Baptiste né le 7 janvier 1900[16], par jugement du tribunal civil de Montreuil-sur-Mer du 4 mai 1900, cet enfant ne peut porter le nom Delambre ;
  - Marie Joséphine née le 7 janvier 1900[17], par jugement du tribunal civil de Montreuil du 4 mai 1900, cet enfant ne peut porter le nom Delambre.

### Carrière

#### Arras
En 1876, après avoir quitté la Moselle devenue allemande, orphelin de père et de mère, il arrive à Arras et entre à l'imprimerie du journal L'Avenir. Il est, successivement, typographe, compositeur, correcteur et enfin reporter. Il fonde la 74e section du « Syndicat des travailleurs du livre », il en est le secrétaire jusqu'en 1896. En 1891, « à la suite de l'inconduite de sa femme », il la quitte avec ses enfants. En 1894, il devient rédacteur à La République Libérale d'Arras.

#### Montreuil-sur-Mer
En 1896, il s'installe à Montreuil-sur-Mer et devient directeur de la société La Montreuilloise qui possède un journal avec l'imprimerie de ce nom, jusqu'à la dissolution de la société en 1900.
En 1901, il fonde, pour Montreuil-sur-Mer et l'arrondissement, L'Écho de la Canche qu'il dirige jusqu'à sa mort.

### Son histoire avec Paris-Plage
À Paris-Plage, Ernest Legendre fait connaissance de Charles Delambre et lui offre la direction de son journal Paris-Plage, et en 1897, Charles Delambre, qui travaille comme imprimeur pour son propre compte, devient acquéreur du journal.
En 1901, il accepte les fonctions de secrétaire du Comité de Paris-Plage pour le développement de la station balnéaire, comité qui, précurseur du Syndicat d'initiative, dure de 1901 à 1903. C'est lui qui édite les ouvrages sur Paris-Plage :
- Le Touquet-Paris-Plage, rapide historique, physionomie, description, moyens de distraction, 1904 ;
- Histoire de Paris-Plage et du Touquet souvenirs et impressions, 1905.

Il aide à la diffusion de toutes les connaissances sur Paris-Plage, et ce, sans savoir s'il sera rémunéré suffisamment.
Charles Delambre est un soutien important de Paris-Plage, il dit :

« Semons toujours, plus tard nous récolterons ! en attendant, sachons patienter. »

En 1906, le 9 juillet, date de la fondation de la Société académique de Paris-Plage, il en devient un membre titulaire, ainsi que secrétaire-trésorier jusqu'à sa mort. Il s'attache à en augmenter les archives.
Les élections municipales approchent, désireux de préparer la lutte pour emporter la mairie de Cucq, en déplaçant la majorité du conseil, lors d'un voyage à Paris-Plage, il prend froid et attrape une congestion. Charles Auguste Delambre meurt, à 50 ans, le 10 août 1908 à Montreuil-sur-Mer dans sa demeure sise 29, Grande-Rue.
Lors de ses obsèques, Ernest Legendre, fondateur de Paris-Plage prononce un discours ému, en rappelant la carrière de Charles Delambre.
Ce sont ses fils, Léopold et Georges, qui lui succèdent à la tête de l'entreprise, ils éditeront plusieurs mémoires de la Société académique du Touquet-Paris-Plage.

## Pour approfondir